# Сабрина (фильм, 1954)
«Сабри́на» (англ. Sabrina) — американская чёрно-белая романтическая кинокомедия Билли Уайлдера (1954) с участием Одри Хепбёрн, Хамфри Богарта и Уильяма Холдена. Вариация на сюжет «Золушки». В 1995 году Сидни Поллак сделал ремейк с тем же названием. Премия «Оскар» за дизайн костюмов Эдит Хэд, ещё пять номинаций. Картина заняла 54 место в списке 100 лучших американских мелодрам по версии AFI.

## Сюжет
Начало фильма пародирует традиционные зачины сказок: «Когда-то давно на северном берегу Лонг-Айленда в большом особняке жила-была маленькая девочка». В роскошной усадьбе на западном берегу Лонг-Айленда обитало семейство миллионеров Лэрраби. Отец, мать и два сына. Старший — Лайнус — умный, младший — Дэвид, шалопай, в которого влюблена юная дочь шофёра семьи Сабрина. Чтобы «излечить» дочь от любовной лихорадки, отец отправляет её в Париж в школу поваров. Через несколько лет домой возвращается изысканная утончённая красавица. Её чувства не прошли, но теперь уже и Дэвид покорён ею. Семейные планы расширения бизнеса за счёт удачной женитьбы непутёвого сына под угрозой: старший брат готов мужественно принять удар на себя и поухаживать за нежелательной невестой…

## В ролях
- Одри Хепбёрн — Сабрина Фэйрчайлд
- Хамфри Богарт — Лайнус Лэрраби
- Уильям Холден — Дэвид Лэрраби
- Уолтер Хэмпден — Оливер Лэрраби
- Джон Уильямс — Томас Фэйрчайлд
- Марта Хайер — Элизабет Тайсон
- Джоан Вос — Гретхен Ван Хорн
- Эллен Корби — мисс МакКардл
- Нелла Уокер — Мод Лэрраби
- Марсель Далио — барон Св. Фонтанел
- Марсель Иллер — профессор, инструктор Сабрины
- Фрэнсис Бушман — мистер Тайсон, отец Элизабет
- Нэнси Кулп — Дженни, горничная
- Раймонд Бэйли — член правления
- Эмори Парнелл — Чарльз — Батлер

## Вокруг фильма
Первоначально Билли Уайлдер пригласил на роль Лайнуса Кэри Гранта, который исполнил немало ролей подобного амплуа. Грант не смог принять участие в съёмках, и его подменил редко снимавшийся в комедиях Хамфри Богарт. Актёр был взбешён тем, что роль предназначалась его сопернику, и с трудом находил общий язык со съёмочной группой. На съёмочной площадке у Одри Хепбёрн завязался роман с Уильямом Холденом.
Для дизайна своих нарядов Одри Хепбёрн сначала выбрала именитого испанского кутюрье Кристобаля Баленсиагу, но он отказался. Со съёмок этого фильма началось многолетнее сотрудничество актрисы с французским модельером Живанши. Глубокий четырёхугольный вырез, который Живанши придумал для героини Хепбёрн, стали называть «Сабрина-декольте». Невзирая на то, что именно Живанши создал большую часть костюмов для Сабрины до её поездки в Париж, «Оскара» удостоилась Эдит Хэд. Уайлдер позже говорил, что заслуга Хед в создании образа героини Хепбёрн «очень  мала». По словам режиссёра, несмотря на то, что в титрах не упоминался Живанши, однако «шесть-семь платьев, которые носила Хепбёрн, все были от Givenchy. Мне нравилось всё, что они делали. Только один раз на чём-то оказалось слишком много рюшечек… Но это всё позабылось. Про неё была шутка… Опять очень вульгарная… В туалете студии было написано большими буквами: „ЭДИТ ХЕД — ЛУЧШЕ, ЧЕМ МИНЕТ“».
В течение всего фильма звучит мелодия La Vie en Rose, ставшая визитной карточкой для Эдит Пиаф, которая написала к ней слова. Именно фильм Уайлдера прославил эту мелодию в Америке.

## Награды и номинации
В 2002 году «Сабрина» вошла в Национальный реестр наиболее значимых фильмов.

### Награды
- 1955 — Премия «Оскар»
  - Лучшие костюмы — Эдит Хэд
- 1955 — Премия «Золотой Глобус»
  - Лучший сценарий — Билли Уайлдер, Сэмюэл Тэйлор, Эрнест Леман
- 1954 — Премия Национального совета кинокритиков США
  - Лучший актёр второго плана — Джон Уильямс

### Номинации
- 1955 — Премия «Оскар»
  - Лучший режиссёр — Билли Уайлдер
  - Лучшая актриса — Одри Хепбёрн
  - Лучший сценарий — Билли Уайлдер, Сэмюэл Тэйлор, Эрнест Леман
  - Лучшая операторская работа — Чарльз Ланг
  - Лучшая работа художника — Хэл Перейра, Уолтер Тайлер, Сэм Комер, Рэй Мойер
- 1955 — Премия BAFTA
  - Лучшая британская актриса — Одри Хепбёрн

## Ремейк
В 1995 году вышел ремейк фильма, поставленный режиссёром Сидни Поллаком, под тем же названием.